# Czarna Woda
Czarna Woda (Duits: Schwarzwasser) is een stad in het Poolse woiwodschap Pommeren, gelegen in de powiat Starogardzki. De oppervlakte bedraagt 27,75 km², het inwonertal 3223 (2005).

## Verkeer en vervoer
- Station Czarna Woda